# Gasosaurus

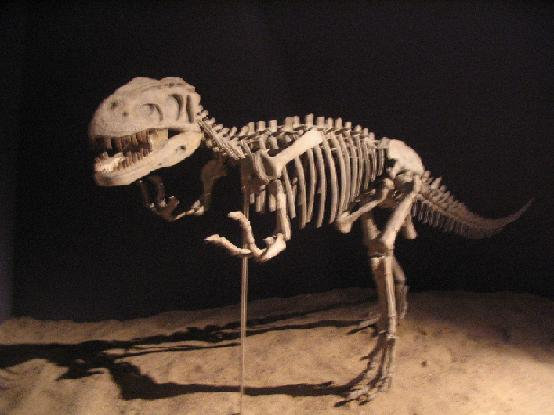
O esqueleto de um Gasosaurus em Shangai.

Gasosaurus (em chinês: 气龙属) é um gênero de terópode tetanurano que viveu há aproximadamente 171,6 a 161,2 milhões de anos, durante a metade do período jurássico. O nome "Gasosaurus" é derivado do inglês "gasoline" e do grego σαῦρος/sauros  ("lagarto / réptil"). Apenas uma espécie é atualmente reconhecida, G. constructus, da qual o nome específico homenageia a companhia de gasolina que encontrou a pedreira fóssil Dashanpu na província de Sichuan, na China, agora nomeada como a Formação Shaximiao Inferior.
O Gasosaurus era um dinossauro carnívoro que podia chegar ate 3,5 metros de comprimento e 1,3 metros de altura; viveu na Ásia e atacava em grupo animais maiores.
Em 2014, circulou uma série de posts virais na internet disseminando um hoax de que um "ovo de Gasosaurus de 200 milhões de anos havia chocado no Museu de História Natural de Berlim".